# Kyrkås distrikt, Västergötland
Kyrkås distrikt är ett distrikt i Essunga kommun och Västra Götalands län. 
Distriktet ligger söder om Nossebro. 

## Tidigare administrativ tillhörighet
Distriktet inrättades 2016 och utgörs av socknen Kyrkås i Essunga kommun
Området motsvarar den omfattning Kyrkås församling hade vid årsskiftet 1999/2000.